# San Lucas-skink
De San Lucas-skink (Plestiodon lagunensis) is een hagedis uit de familie skinken (Scincidae).

## Naam
De soort werd voor het eerst wetenschappelijk beschreven door John Van Denburgh in 1895. Oorspronkelijk werd de naam Eumeces lagunensis gebruikt. Vroeger werd de skink als een ondersoort van Plestiodon skiltonianus ingedeeld maar dit wordt beschouwd als achterhaald.

## Uiterlijke kenmerken
Deze skink heeft een donker lichaam met een lange staart, die in de jeugd nog felrood is. Dit in tegenstelling tot verwante skinken uit het geslacht Plestiodon, die vaak een blauwe kleur staart hebben. Op de rug lopen vanaf de snuit tot de staartbasis twee roomwitte strepen. De lichaamslengte bedraagt 16 tot 20 centimeter.

## Leefwijze
Het voedsel van deze terrestrisch levende skink bestaat uit insecten en spinnen. Ze leiden een verborgen bestaan onder stenen, als ze niet op insectenjacht zijn. Ze zijn het gehele jaar door vrij actief, uitgezonderd in de korte winters in hun habitat.
Een legsel bestaat meestal uit 2 tot 6 eieren. Ze blijven in de nabijheid van hun legsel tot ze uitkomen. Als er overstromingen dreigen, verplaatsen ze de eieren naar veiliger oorden.

## Verspreiding en habitat

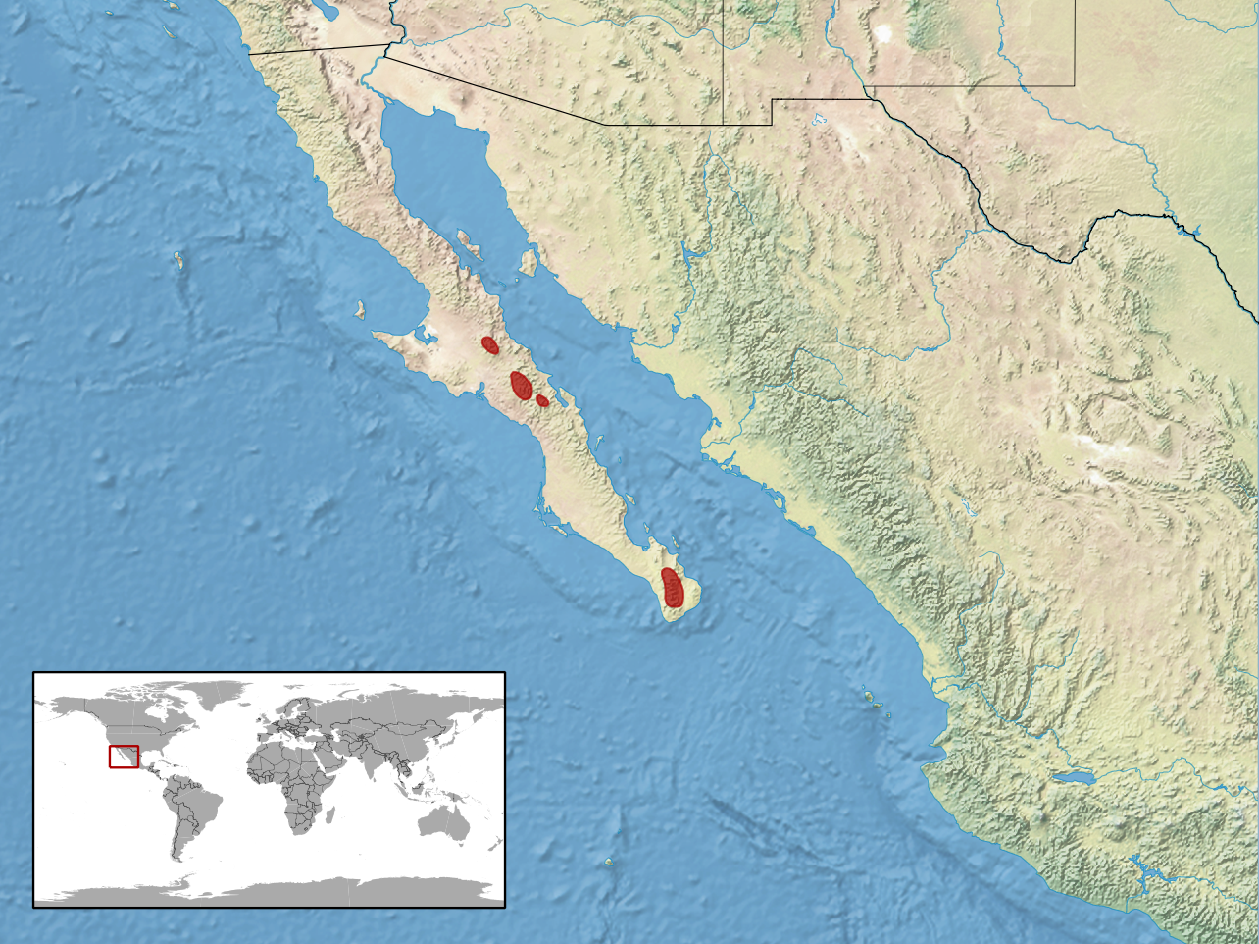
Verspreidingsgebied van de San Lucas-skink

Deze soort komt voor in delen van Noord-Amerika en leeft endemisch in Mexico in de staat Baja California.
De habitat bestaat uit bergbossen met loofbomen, in vochtige delen en in de buurt van oppervlaktewater. De hagedis leeft en schuilt in de strooisellaag en onder stenen.
Door de internationale natuurbeschermingsorganisatie IUCN wordt de skink als 'veilig' beschouw (Least Concern of LC). Het verspreidingsgebied is versnipperd en het totale areaal is waarschijnlijk kleiner dan 20.000 vierkante kilometer wat niet heel groot is. De hagedis leeft echter in een gebied dat vrij ongerept is en dat niet door mensen wordt aangetast.